# Granit

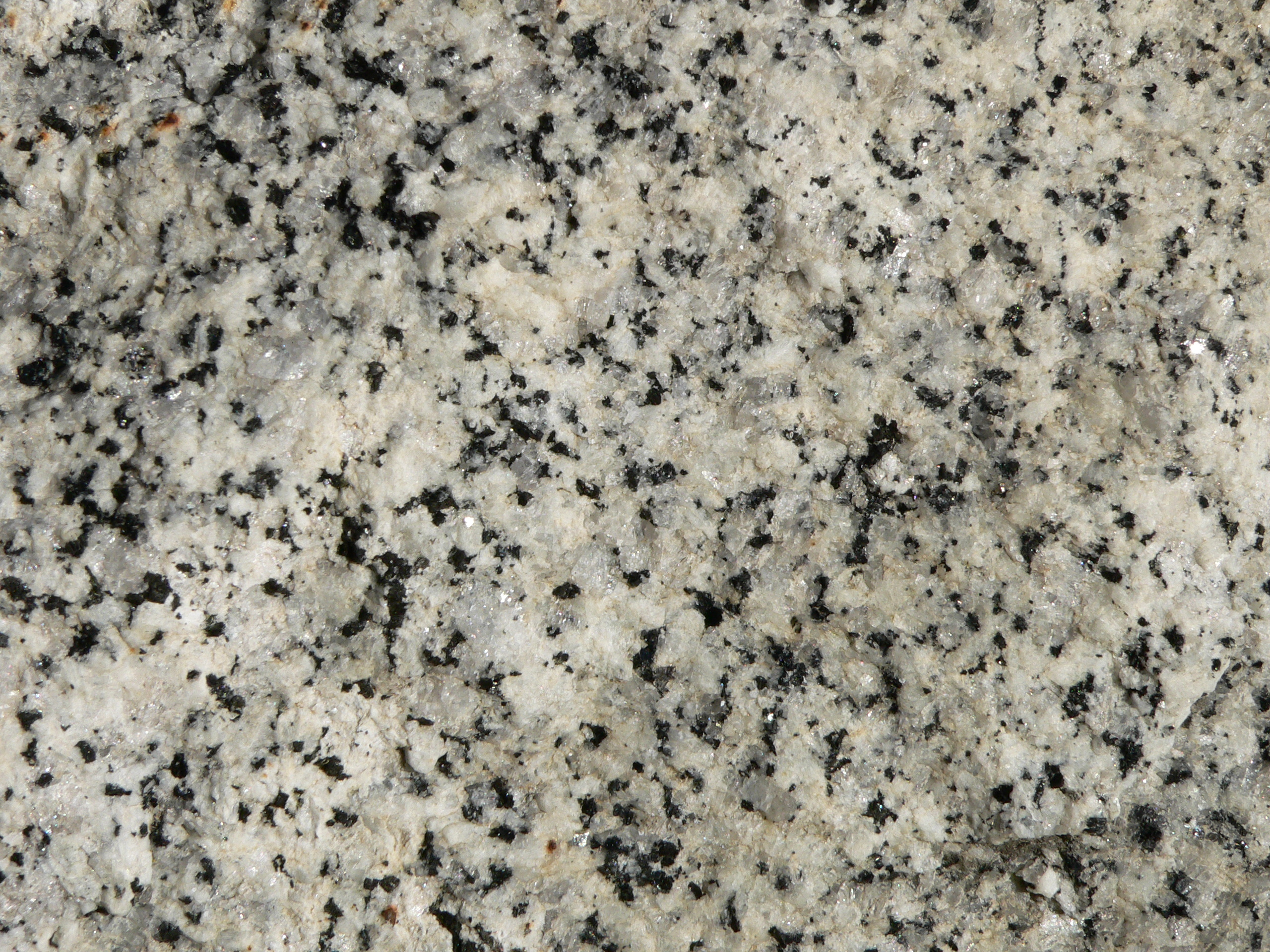
Granit del riu Merced al Parc Nacional del Yosemite

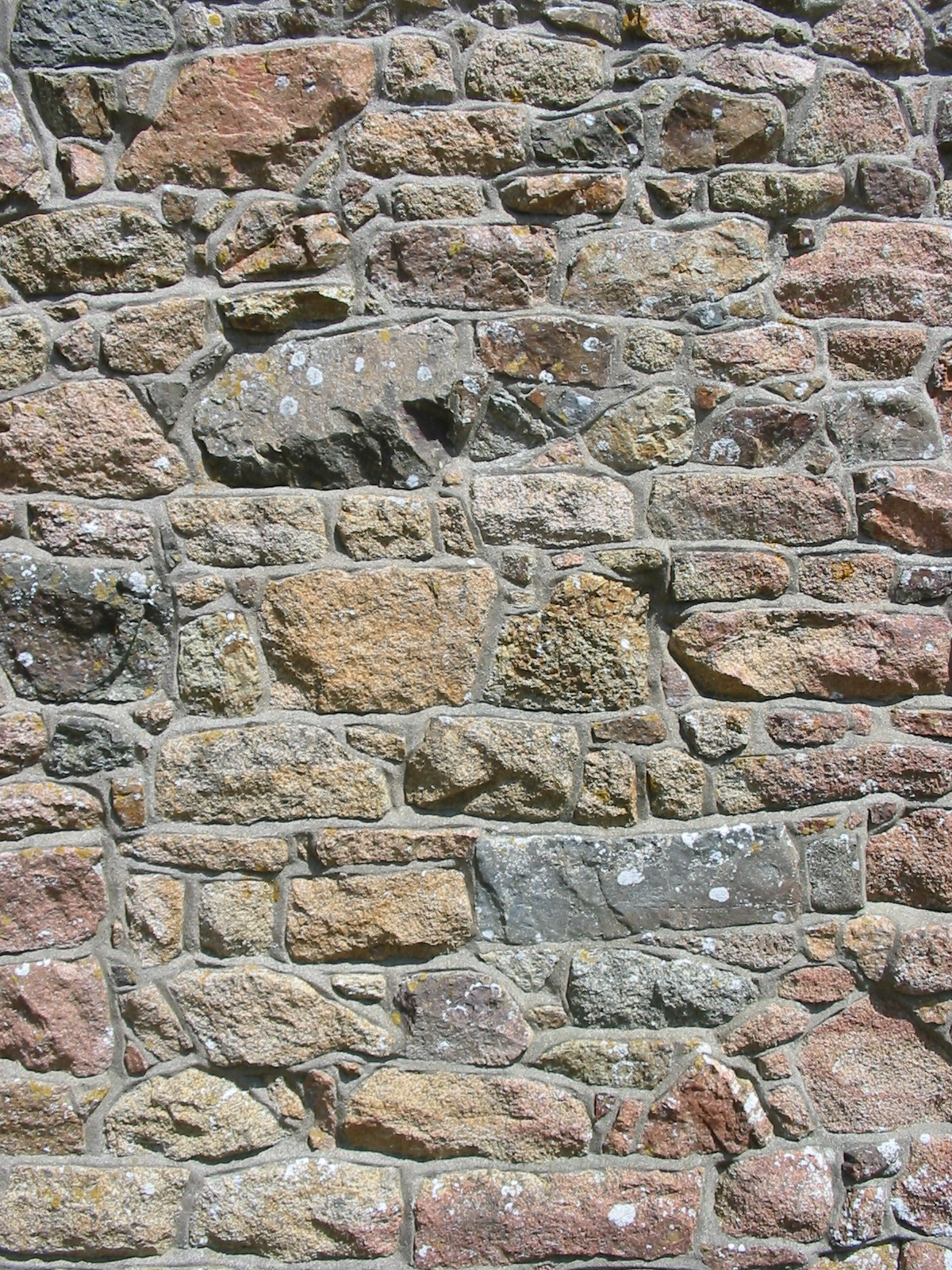
Paret de granit.

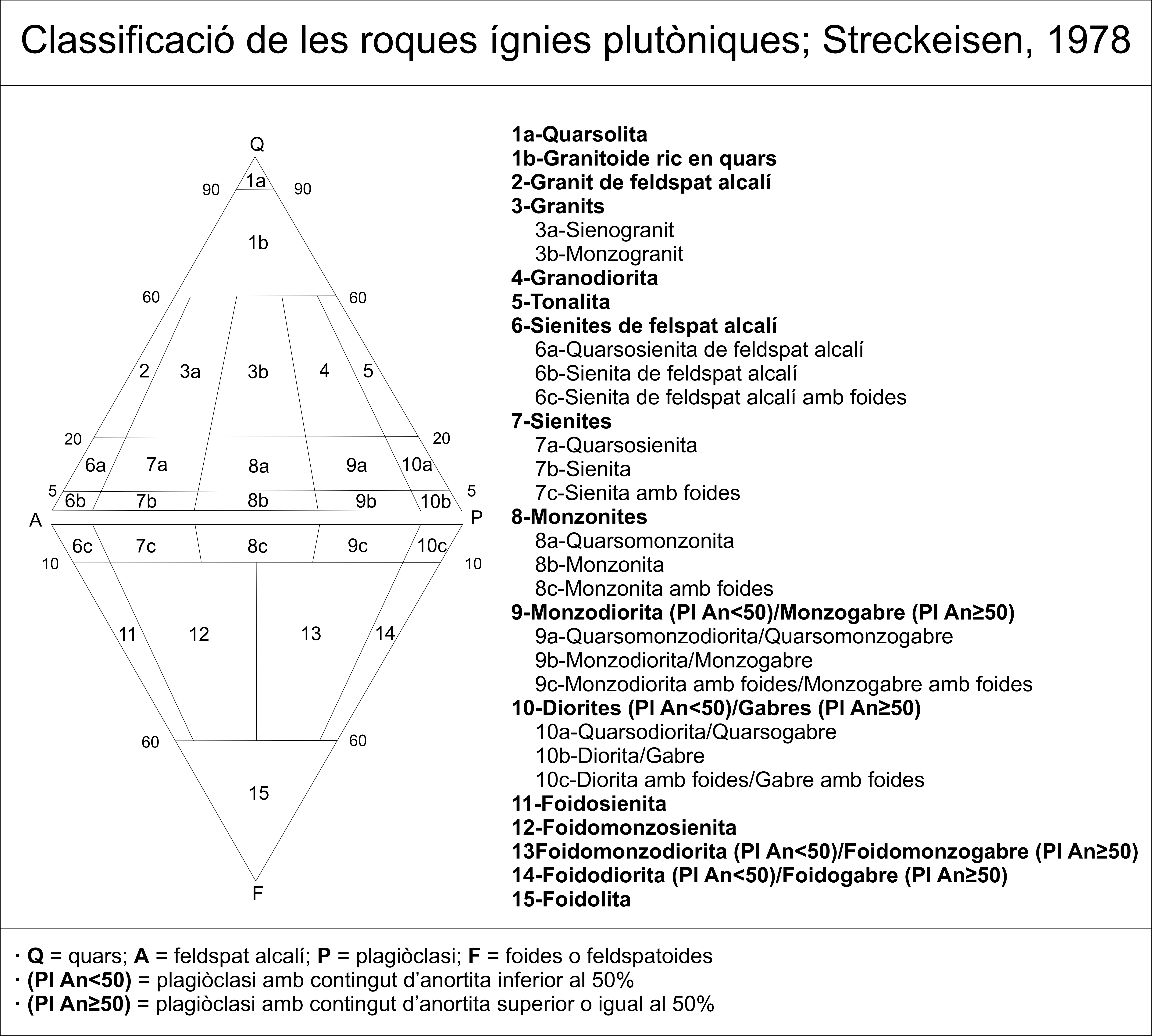
Classificació de les roques ígnies plutòniques segons Streckeisen 1978. Els granits es troben al lloc 3a (sienogranits) i 3b (monzogranits).

El granit (que deriva del llatí granum = gra) és una roca plutònica magmàtica de textura granulosa i cristal·lina, entre alguns dels components d'aquesta roca es troben el quars, el feldespat alcalí i, amb menys importància, la mica, la plagioclasa i l'hornblenda. És de color grisenc, és molt abundant i s'utilitza àmpliament com a material de construcció. El granit descompost encara consistent és dit pa mort.
El granit és el resultat del refredament lent, a gran fondària, de grans masses de magma intrusiu, que més sovint formen els plutons, que afloren actualment a la superfície gràcies al decapat de les roques subjacents per l'erosió. Aquests magmes àcids, (és a dir relativament rics en sílice) són essencialment el resultat de la fusió parcial de l'escorça terrestre continental.
Certs granits (plagiogranits), que es troben en petits plutons a l'escorça oceànica, són el resultat de la diferenciació definitiva dels magmes bàsics.
Actualment es coneixen granits de 500 colors diferents. Algunes peces famoses presenten una tonalitat particular:
- Obelisc de Luxor de granit rosa.[5]
- granit vermell d'Assuan del sarcòfag de Kefrèn.[6]
- granit verd a la tomba de Pere I de Brasil.[7]
- el piramidó de la Piràmide negra (Piramidó d'Amenemhet III) pot contemplar-se al Museu d'Antiguitats Egípcies. Algunes fonts indiquen que es tracta d'una peça de basalt.[8]
- granit negre del monument de Stark.[9]

Les roques volcàniques corresponents als granits són les riolites.
La composició química del granit és: 74,5% de sílice, 14% d'alúmina, 9,5% d'òxids de sodi i de potassi (Na₂O, K₂O) i 2% d'altres òxids (Fe, Mn, Mg, Ca).
El granit és una roca àcida i densa (densitat mitjana: 2,7 g/cm³ o 2 700 kg/m³).
El granit i les seves roques associades formen l'essencial de l'escorça continental del planeta Terra. Els monòlits més grossos de granit es troben al parc del Yosemite, a Califòrnia.
El terme granit es pot prendre en els sentit més ampli dels granitoides.

## Gènesi dels granits

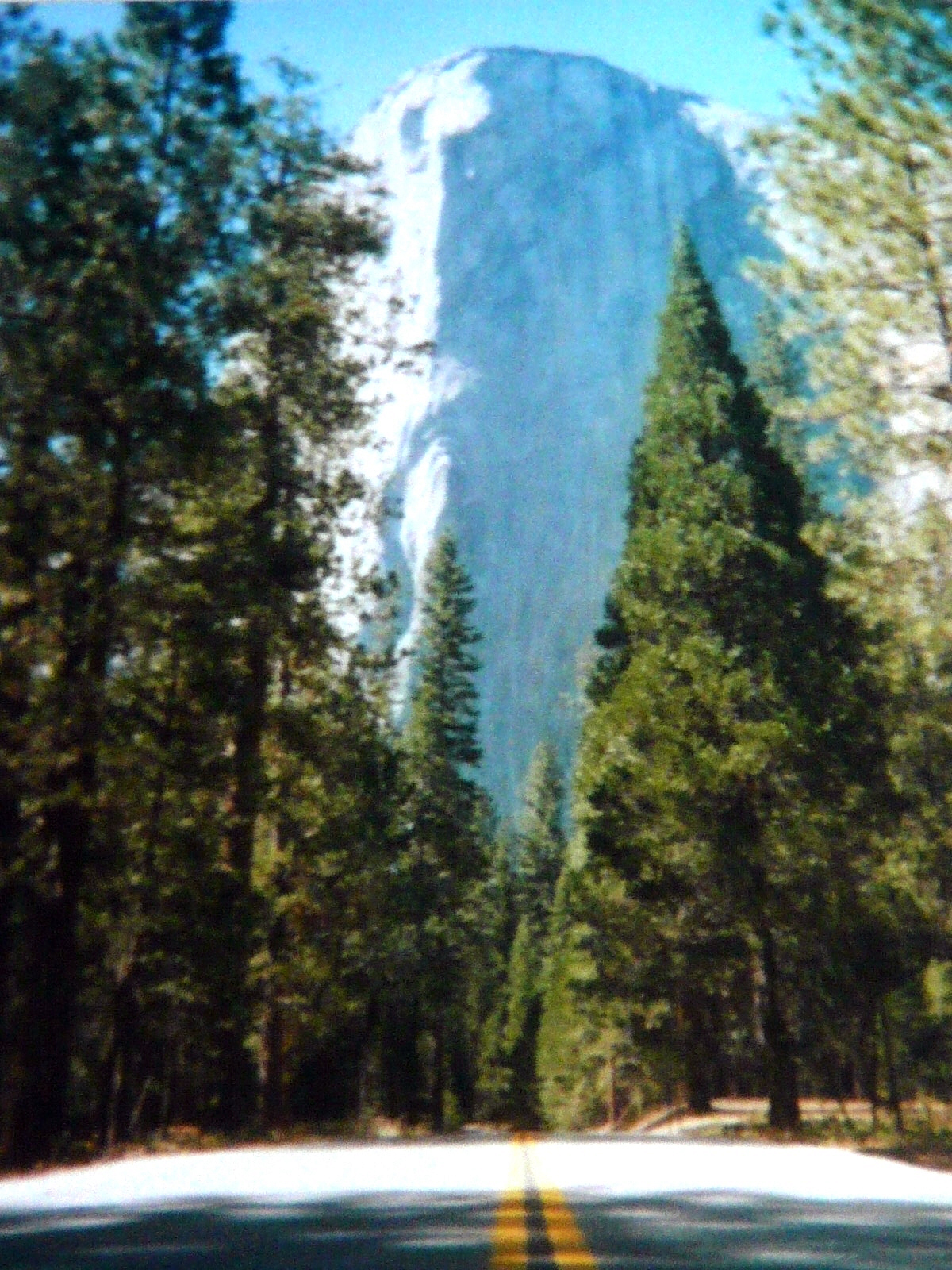
El monòlit de granit més gros del món a Yosemite, Califòrnia

Els granits són d'origen plutònic, per oposició a les roques efusives d'origen volcànic com el basalt. Els granits es formen en fondària per refredament molt lent del magma, barrejat amb altres roques. Aleshores els minerals cristal·litzen en un cert ordre: de primer les miques, després els feldespats, finalment el quars. certs granits neixen de la fusió de l'escorça continental després d'una col·lisió entre dues plaques tectòniques.
En certes zones del món com Àfrica del Sud, Nord-oest del Brasil, Nord-oest d'Austràlia, els granits representen fins a un 75% de la superfície de les roques exposades.
Els granits representen el mode principal de transferir els elements, en particular aquells que són productors de calor (tori, urani) de l'escorça inferior a l'escorça superior. Condueixen a la diferenciació química de l'escorça. A més sovint són l'origen de mineralitzacions amb interès econòmic.

## Tipologia

### Granits calco-alcalins
Són d'origen mixt (del mant i de l'escorçal) i majoritaris en les zones de subducció on participen en la formació i el reciclatge de l'escorça continental. Són els granits de tipus I.
Els granits calco-alcalins es presenten a l'escorça continental propers al Moho (discontinuïtat de Mohorovičić). Presenten micròlits que són una prova de l'activitat dels plecs interns de la Terra.

### Granits toleítics
Associats a l'escorça oceànica, resulten d'una diferenciació del magma a l'origen basàltic. Els plagiogranits són molt rics en feldespats plagioclases, d'on ve el seu color clar. Els plagiogranits poden ser observats en els ofiolits del Chenaillet.

### Granits alcalins
Sorgeixen d'un magmatisme alcalí típic en un context distensiu. D'origen en el mant, la relació isotòpica d'estronci 86 i 87 d'aquestes roques és elevada. Són els granits de tipus M, tenen un paper essencial en la formació de la proto-escorça.
Sobretot estan formats pels feldespats alcalins. S'hi troba poc de piroxè, però més de quars. Són rars.

### Els leucogranits
Els leucogranits (del grec λευκος leucos, « blanc ») són relativament rics en alumini es caracteritzen per la presència de moscovita al costat de la biotita.
La muntanya de Locronan està formada sobre un plutó de leucogranit.

### Granit d'anatexia
El granit d'anatexia (del grec ana, « en alt » i texis, « fusió ») té un aspecte diferent dels altres granits. Sovint té heterogeneïtats amb els minerals orientats. Sorgeix de la fusió de l'escorça continental en dos contexts geodinàmics diferents. En les zones de subducció aquesta fusió ha tingut lloc seguida de la hidratació de les roques de l'escorça continental per l'aigua provinent de la deshidratació de l'escorça oceànica subduida. En els dos casos l'escorça continental ha tingut una fusió parcial. El granit obtingut pot formar les milonites o els gneis.
Aquests granits són de tipus S (origen en l'escorça continental sedimentària rica en alumini).

### Granit porfirític
Els granits porfirítics són roques granítiques amb una textura porfirítica; és a dir, una textura on els cristalls més grossos estan situats en una matriu de cristalls més fins.

#### Trowlesworthita
Com a subvarietat de granits porfírics s'hi troben les trowlesworthites. El terme trowlesworthita actualment es considera obsolet i s'emprava per a descriure vetes pneumatolítiques que es trobaven en granits i contenien ortòclasi vermella, turmalina, fluorita i en menor mesura, quars.

## Usos

### A l'Antiguitat
La Piràmide vermella a l'antic Egipte (c.segle XXVI aC), anomenada així per les tonalitats vermelloses de les superfícies granítiques, és la tercera en magnitud de les piràmides d'Egipte. La piràmide Menkaure, de la mateixa era, va ser construïda de pedra calcària i blocs de granit. La Gran Piràmide de Guiza (c.2580 aC) conté un bloc de granit Aswan vermell: un sarcòfag.
Les piràmides de Guiza estan construïdes amb blocs de pedra calcària, encara que el granit també es troba, per exemple, a la cambra funerària de la Gran Piràmide. Els egipcis esculpien la roca de granit i en feien blocs de forma rectangular que encaixaven perfectament els uns amb els altres. Actualment sol usar-se tallada en làmines d'alguns centímetres de gruix, les quals es poleixen i s'utilitzen com a revestiment.
La Piràmide negra, datada del regnat d'Amenemhat III, va tenir un granit altament lluent anomenat piramidó o casquet, avui exhibit al hall central del Museu Egipci al Caire (Dahshur). Altres usos a l'antic Egipte on s'inclouen columnes, portes, llindes, parets i terres.
Com els egipcis treballaven el granit és encara motiu de debat. El Dr. Patrick Hunt % postula que ells usaven abrasius mostrant el seu poder de duresa a l'escala Mohs.

### En l'actualitat
El granit s'usa extensament com a recobriment en edificis públics i comercials, i en monuments. En incrementar-se la pluja àcida als països desenvolupats, el granit està reemplaçant el marbre com a material per fer monuments, ja que és molt més durador. El granit polit és molt popular en cuines a causa de la seva alta durabilitat i les seves qualitats estètiques. El granit Black Galaxy de Cheemakurthy, Andhra Pradesh a l'Índia és mundialment conegut per la seva elegància.
Els enginyers han usat tradicionalment el granit polit com a pla de referència, atès que és relativament dur i inflexible.
Les pedres de cúrling són de granit. Procedeixen de dos indrets: de l’illa d’Ailsa Craig i la Península de Llŷn.
Tradicionalment i en l'actualitat hi ha morters i mans de morter de granit.

## Treball del granit
L'extracció des de les pedreres i tots els treballs necessaris fins a transformar la peça en brut fins a obtenir la peça acabada són semblants als d'altres roques. Hi ha obres especialitzades que tracten del tema.

## Alteracions del granit

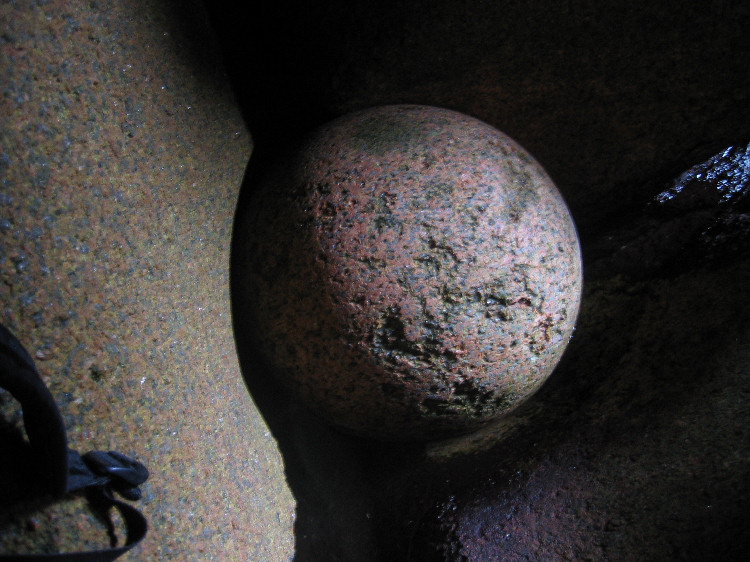
Bola de granit rosa a Bretanya, Trégastel

Després de la seva cristal·lització a l'escorça, el granit resta immobilitzat en aquell lloc concret i es forma un plutó granític. Els afloraments granítics són nombrosos al món.
L'alteració del granit comença generalment al llarg de les diaclasses, és a dir, fisures més o menys grosses. En un clima temperat es formen boles de granit i a més un caos granític al peu del qual s'observa una arena granítica. La sorra granítica està composta principalment de grans de quars però també de feldespats alterats i de miques alterades. La velocitat d'alteració del granit depèn del clima. A les muntanyes l'erosió dels massissos granítics dona lloc a diferents models geològics: agulles, fletxes, etc.
Per la desagregació del granit alliberament de quars, feldespat, mica...) s'hi formen jaciments on es pot extreure diferents minerals.
El feldespat pot evolucionar fins a l'estadi d'argila caolí.
| Granit                                                          | Arena granítica                                                    |
| --------------------------------------------------------------- | ------------------------------------------------------------------ |
| Mica (mineral negre; la moscovita (mica blanca) és inalterable) | Molt rara, molt alterada                                           |
| Feldespat (mineral clar i brillant)                             | Grans més o menys alterats                                         |
| Quars (mineral translúcid)                                      | Grans no alterats                                                  |
|                                                                 | Pols argilosa resultat de l'alteració dels feldespats i les miques |

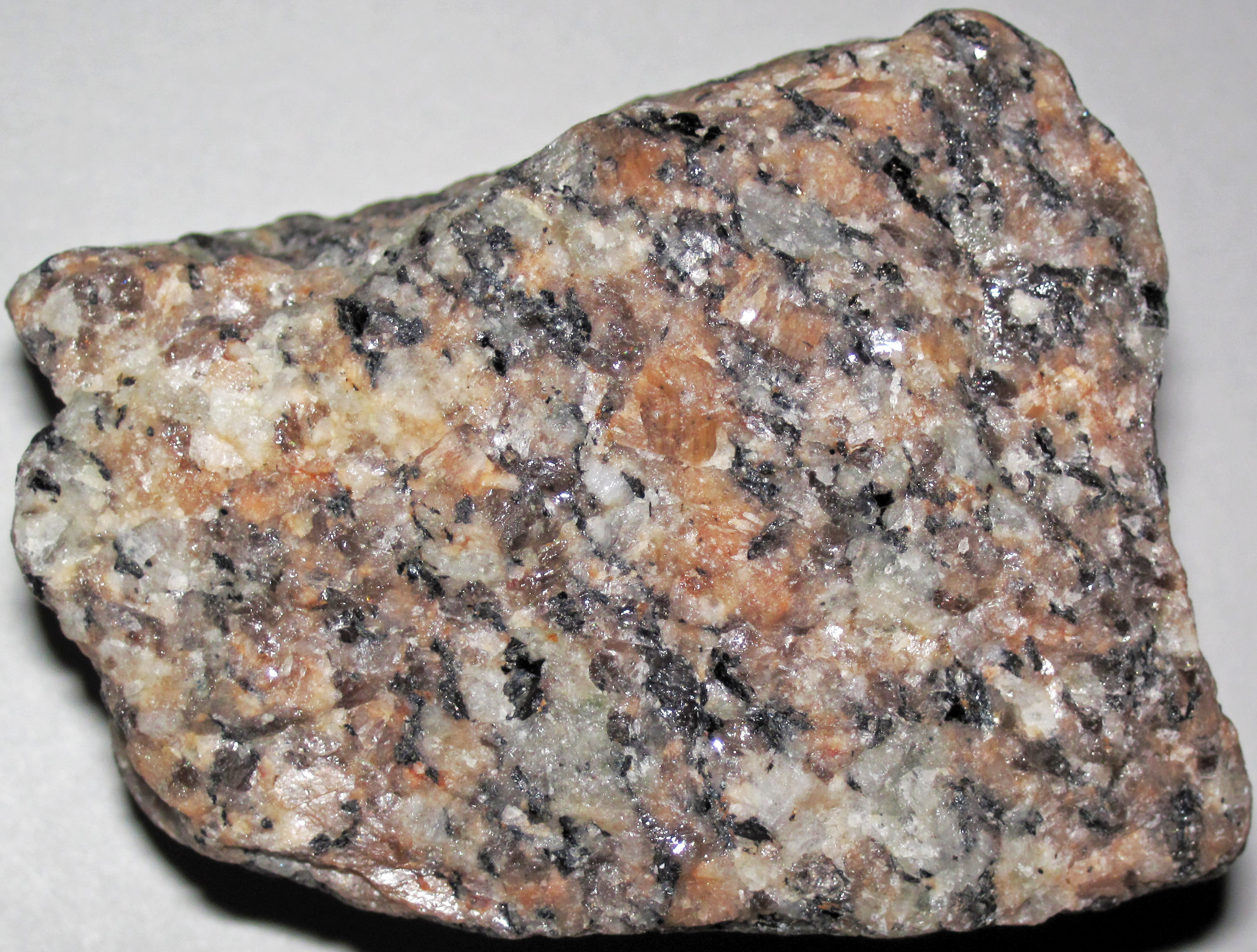
Granit
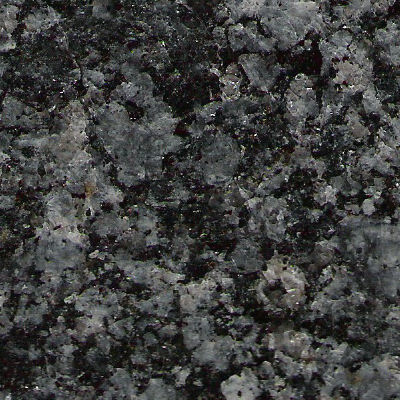
Blau nit (Espanya)
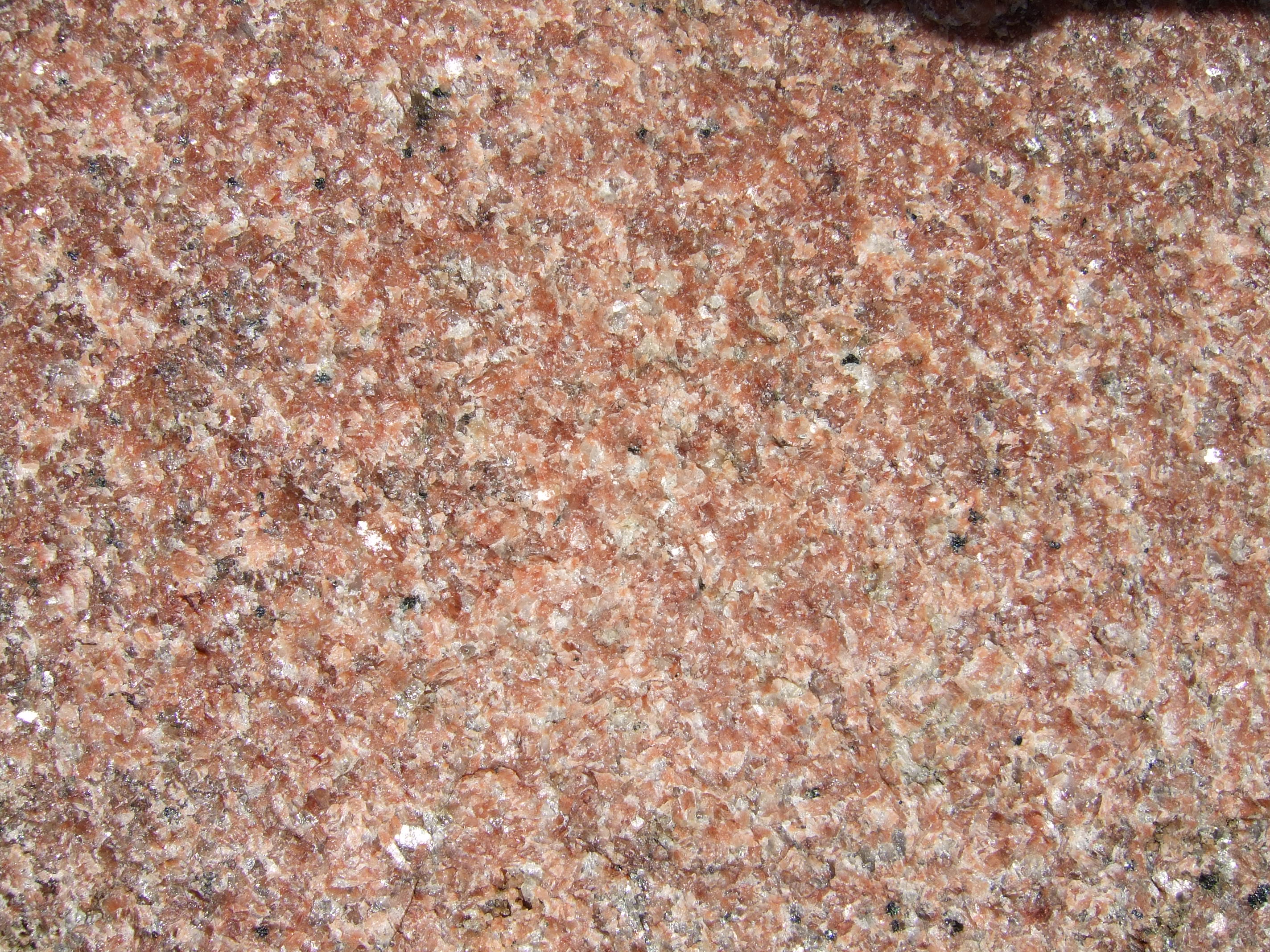
Fjære granit (Noruega)
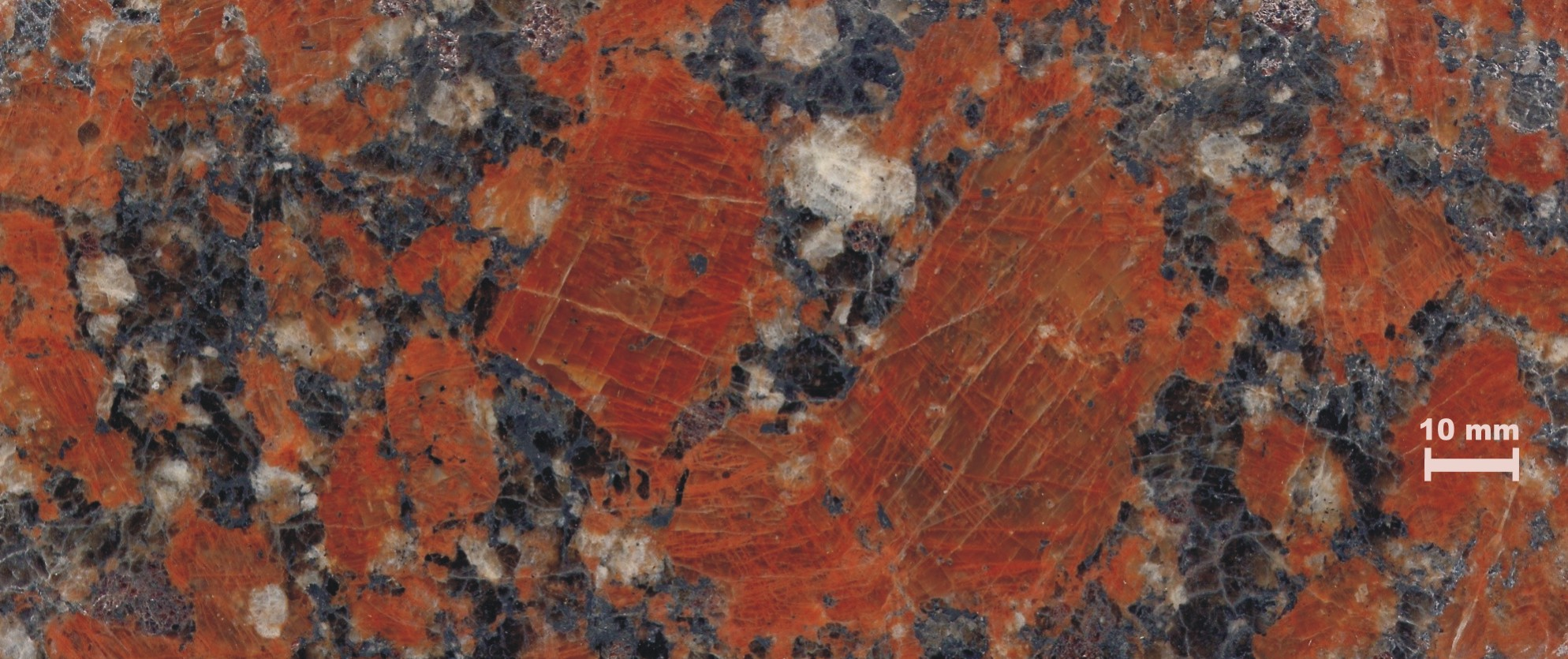
Kapustino (Ucraïna)
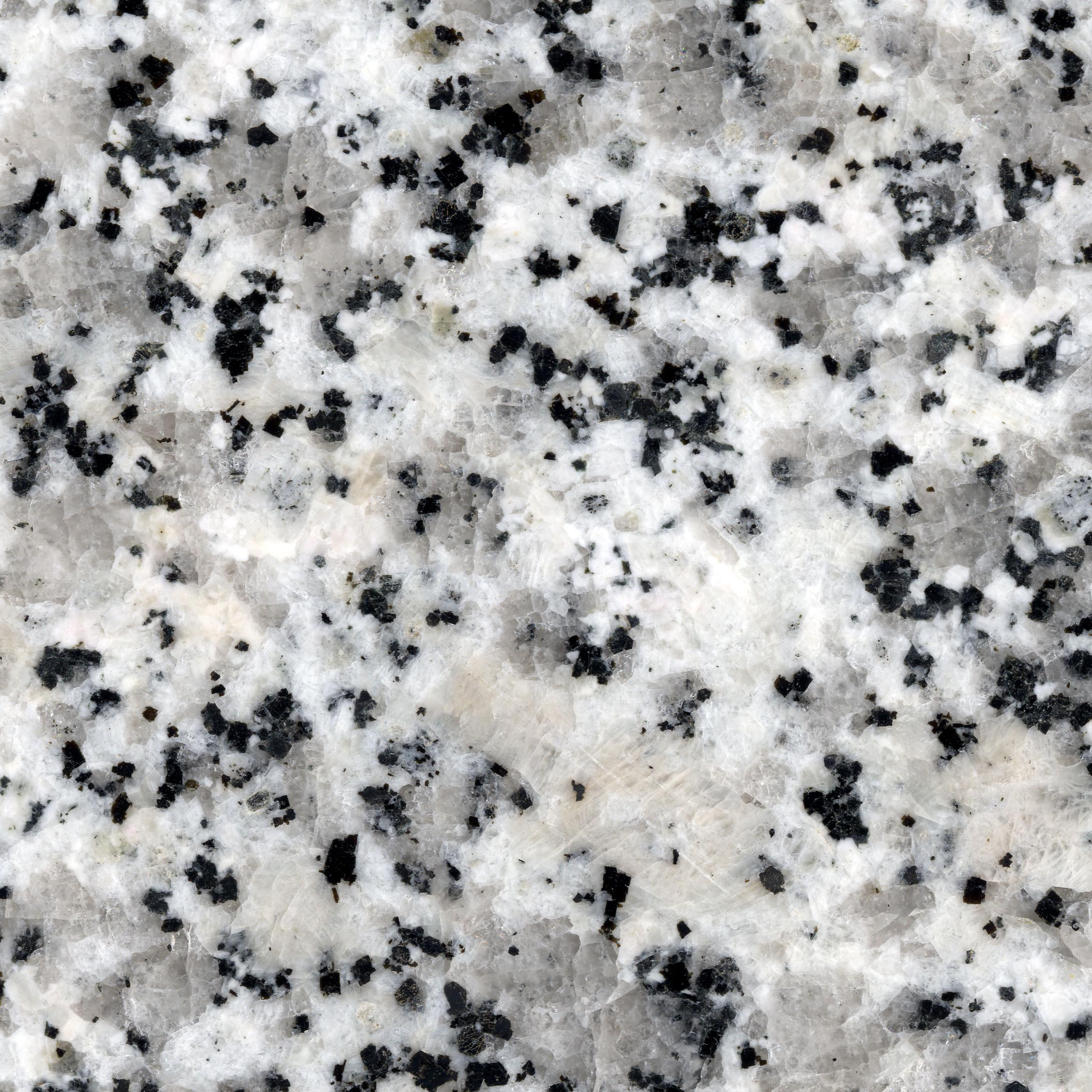
Bianco Tarn França